# Осташевская, Галина Трофимовна
Галина Трофимовна Осташевская (укр. Галина Трохимівна Осташевська; 30 декабря 1926 — 27 января 2013) — советская и украинская театральная актриса, заслуженная артистка Украины.

## Биография
Галина Осташевская родилась 30 декабря 1926 года в Бессарабии. В первые дни Великой Отечественной войны вместе с мамой и братом переехала в Одессу, где они жили сначала у родственников, а затем в одном из пустующих санаториев. После того, как взрывом снаряда убило её маму, чтобы выжить, она устроилась в балетную группу Одесского театра юного зрителя, в которой и начала свою сценическую деятельность в 1942 году. В апреле 1944 года после освобождения Одессы и открытия театра юная выпускница балетной школы стала драматической актрисой Одесского ТЮЗа, в котором проработала всю жизнь.
Наиболее её яркие работы в спектаклях: «Филумена Мартурано», «Счастье моё», «Золотой ключик», «Дорогая Памела». За роль Палажки в «Кайдашевой семье» была удостоена Всеукраинской профессиональной премии имени И. Нечуя-Левицкого.
Умерла 27 января 2013 года в Одессе. Похоронена на 2-м Христианском кладбище Одессы.

### Семья
- Муж — актёр Генрих Осташевский (1921—2004), народный артист Украинской ССР.

## Награды
- Заслуженная артистка Украины.
- Всеукраинская профессиональная премия имени И. Нечуя-Левицкого за роль Палажки в «Кайдашевой семье».
- Медаль «За трудовую доблесть».
- Медаль «За трудовое отличие».
- Медаль «Ветеран труда».
- Почётные знаки отличия Одесской облгосадминистрации, Одесского областного совета.
- Знак отличия Одесского городского головы «За заслуги перед городом».

## Творчество

### Работы в театре
- «Аттестат зрелости»
- «Сказке о царе Салтане» — Бабариха
- «Антигона» — кормилица
- «Женитьбе» — Фёкла
- «Золотой ключик»
- «Хрустальный башмачок»
- «Принцесса и Трубочист»
- «Царевна-Лягушка»
- «Две Бабы-Яги»
- «Кайдашева семья» — Палажка
- «Филумена Мартурано»
- «Счастье моё»
- 2012 — «Дорогая Памела» — Памела

### Фильмография
1. 1977 — Иль мимо пролетит она… (Одесская киностудия) — соседка
2. 1977 — Организация борьбы с пожарами в сельской местности (Одесская киностудия)
3. 1979 — Приключения Электроника — учительница